# Сервас
Сервас — це міжнародна неприбуткова організація, що виникла в 1949 році з метою боротьби за мир у всьому світі. Спочатку вона називалася «Peacebuilders». Придумали організацію студенти, яким здалося, що коли їздиш в іншу країну, набагато краще зупинятися в гостях один в одного, ніж у готелях. Основна ідея Сервасу саме в цьому. Щоб не було воєн, потрібно, щоб люди потоваришували один з одним і змогли добре один одного зрозуміти. А для цього вони, приїжджаючи до іншої країни, зупиняються один в одного в гостях, що дозволяє краще зрозуміти іншу країну, іншу культуру, інший спосіб життя. З 1973 року Сервас визнаний неурядовою організацією, що діє під егідою ЮНЕСКО.

## Девіз Сервасу
Девізом Сервасу є цитата М. Ґанді: «The best way to find yourself is to lose yourself in the service of others.» (Найкращий спосіб знайти себе, це втратити себе на користь інших.)

## Історія
SERVAS був заснований у 1949 році студентом Бобом Люітвейлером у Данії під назвою «Open Door System of Work, Study and Travel».
Пізніше організація отримала актуальну назву, яка перекладається з есперанто як «Я служу» (у сенсі «я служу справі миру»).

## Організаційна структура
Існує три статуси: Servas Host, Servas Day Host і Servas Traveller (Сервас-мандрівник). Сервас-хост — людина, у якої можна зупинитися, коли приїжджаєш в іншу країну або місто. Сервас-мандрівник — людина, яка у неї зупиняється.
Сервас-мандрівники, що вирішили поїхати в якусь країну, отримують список Сервас-хостів цієї країни, в якому будуть вказані необхідні дані про кожного члена Серваса: ім'я, прізвище, вік, адреса, телефон, мови, на яких вони говорять, список інтересів і будь-які додаткові відомості (наприклад, якщо вони не палять, вегетаріанці або тримають домашніх тварин).
За неписаними правилами Серваса зупиняються у людини на дві ночі (можна і більше, але тільки якщо він сам це запропонує), з ним спілкуються, а якщо у нього є час і можливість, то він показує своє місто, може бути, і звозить куди-небудь. Є в списку і Дей-хости — люди, у яких не можна зупинитися, але які із задоволенням поводять по місту.
Відповідно, стаючи хостом або Дей-хостом людина, потрапляє в аналогічний список по Україні. Цей список буде доступний тільки іншим Сервас-мандрівникам.

## Структура Servas International
- Генеральна асамблея
  - Підрозділи Сервасу
  - Виконавчий комітет (англ. Executive Committee, скорочено EXCO) (президент, генеральний секретар, економічний секретар, віцепрезидент, секретар з питань миру, хост лист координатор)
    - Люди, що доповідають EXCO:
      - Архіваріус
      - Редактор розсилок

    - Комітети, що доповідають EXCO:
      - Комітет з розвитку фондів
      - Комітет реєстрації статусів
      - Координатор територіальних об'єднань
      - Молодіжний комітет
      - Комітет вирішення конфліктів

    - Комітети, що доповідають Генеральній асамблеї:
      - Комітет з аудиту
      - Інформаційна команда
      - Комітет номінування

## Генеральні асамблеї Сервасу
| - 2012, Руцяне-Ніда, Польща - 2009, Мар-дель-Плата, Аргентина - 2006, Латина, Італія - 2004, Барселона, Іспанія - 2001, Накхоннайок, Таїланд - 1998, Антигуа-Гватемала, Гватемала - 1995, Мерісвіль, Австралія - 1992, Chedigny, Франція | - 1989, Монреаль, Канада - 1986, Рим, Італія - 1983, Нагарія, Ізраїль - 1980, Ананд Нікетан Ашрам, Індія - 1978, Гельсінгер, Данія - 1976, Лос-Анджелес, США - 1974, Arcegno, Швейцарія | - 1972, Ветцлар, Німеччина - 1970, Відень, Австрія - 1968, Токіо, Японія - 1967, Zochova Hata (Nr. Bratislava), Чехословаччина - 1966, Копенгаген, Данія - 1965, Відень, Австрія - 1964, Париж, Франція | - 1960, Гент, Бельгія - 1959, Остервік, Нідерланди - 1958, Ландек (Тіроль), Австрія - 1955, Шлухзе, Німеччина - 1954, Епе, Нідерланди - 1953, Асков, Данія - 1952, Німеччина SI News No:21 |